# Холст, Густав
Густав Холст (англ. Gustav Holst), при рождении Густавус Теодор фон Холст (Gustavus Theodore Von Holst; 21 сентября 1874, Челтнем — 25 мая 1934, Лондон) — английский композитор и педагог. Писал в различных жанрах, наиболее известное сочинение — оркестровая сюита «Планеты».
Густав Холст создал собственный (однако не новаторский) композиционный стиль, который был продуктом влияний многих композиторов, в частности Рихарда Вагнера и Рихарда Штрауса. Последующее воодушевление возрождением английской народной песни в начале XX века и пример восходящих композиторов-современников (в том числе Мориса Равеля) привели Холста к разработке и усовершенствованию своего индивидуального стиля.
Будучи блестящим педагогом, композитор стал пионером музыкального образования для женщин.
Несмотря на частое исполнение его работ, международное признание Холст получил только после Первой мировой благодаря сюите «Планеты». Тем не менее он оказал значительное влияние на ряд молодых английских композиторов, включая Эдмунда Руббра, Майкла Типпета и Бенджамина Бриттена.

## Биография

### Ранние годы
Густав Теодор Холст родился в Челтнеме (Глостершир), в семье музыкантов. Отец — Адольф фон Хольст (Adolph von Holst), органист и хормейстер Церкви всех святых (Челтнем), он также преподавал и давал фортепианные концерты. Мать, первая жена Адольфа, — пианистка Клара Кокс, урождённая Ледиард (Clara Cox, Lediard), его бывшая ученица.
Прадед Густава, Маттиас Хольст (нем. Matthias Holst), уроженец Риги, был немецкого происхождения; он служил композитором и арфистом при Императорском русском дворе в Санкт-Петербурге. Сын Маттиаса, Густав, который переехал в Англию с родителями в детстве в 1802 году, был композитором салонной музыки и известным преподавателем арфы. Он присвоил аристократическую приставку «фон» и добавил её к фамилии в надежде получить повышенный престиж и привлечь учеников.

Генеалогическое древо семьи Г. Холста (упрощённо)

У Адольфа и Клары было два сына. Младший брат Густава, Эмиль Готфрид (англ. Emil Gottfried), был известен под псевдонимом Эрнест Коссарт (англ. Ernest Cossart) как успешный актёр в Вест-Энде, Нью-Йорке и Голливуде. Однако Клара умерла в феврале 1882 года, и семья переехала в другой дом в Челтнеме, где Адольф нанял свою сестру Нину, чтобы помочь воспитывать мальчиков. Густав посвятил ей несколько своих ранних сочинений.
Густава учили играть на фортепиано и скрипке (он наслаждался первым, но ненавидел вторую). В возрасте 12 лет он взял тромбон, по предложению Адольфа, полагая, что игра на медном инструменте поможет снизить частоту приступов астмы. Холст получал образование в Средней школе Пэйта (англ. Pate's Grammar School) в 1886—1891 годах. Среди его ранних сочинений — пьесы для фортепиано, органа, различные песни, гимны и симфонии. Основное влияние на этом этапе на него оказывали произведения Мендельсона, Шопена, Грига и, прежде всего, Салливана.
После окончания школы в 1891 году, Адольф заплатил за его четырёхмесячное обучение контрапункту с Джорджем Фредериком Симсом (англ. George Frederick Sims) в Оксфорде. По возвращении, Холст получил своё первое профессиональное назначение: в возрасте 17 лет, в качестве органиста и хормейстера в Уик Риссингтон (англ. Wyck Rissington), Глостершир. Должность принесла композитору ценный опыт, который помог ему отточить своё дирижёрское мастерство. В ноябре 1891 года Г. Холст дал, возможно, своё первое публичное выступление в качестве пианиста: он и его отец сыграли «Венгерские танцы» Брамса на концерте в Челтнеме.

### Начало карьеры
В 1893 году, после успешного исполнения его пьесы «Замок Лэнсдаун или Колдун из Тьюксбери» (англ. «Lansdown Castle, or The Sorcerer of Tewkesbury»), Густав подал заявку в Королевский музыкальный колледж и был принят в качестве студента, но без стипендии. Нехватка денег вынудила Густава экономить на пропитании, поэтому он стал вегетарианцем и полностью отказался от алкогольных (спиртосодержащих) напитков, продолжив следовать своим принципам даже два года спустя, когда ему наконец-то была предоставлена стипендия.

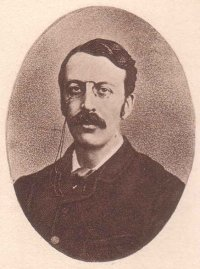
Чарльз Вильерс Стэнфорд, профессор Холста по композиции

Профессорами Холста в Королевском колледже стали Фредерик Шарп (фортепиано), Уильям Стивенсон Хойт (орган), Джордж Кейс (тромбон), Джордж Якоби (инструментовка), директор колледжа — Хьюберт Парри (история) и даже Чарльз Вильерс Стэнфорд (композиция).
Для заработка, во время учёбы, Холст профессионально играл на тромбоне летом — на морских курортах и зимой — в лондонских театрах. В 1897 году временно играл симфонические концерты в оркестре под управлением Рихарда Штрауса в Королевском Зале Лондона.
В 1895 году Густав Холст встретил Ральфа-Воана Уильямса, который стал ему другом на всю жизнь и оказал большее влияние на музыку Холста, чем кто-либо ещё. Вскоре, всё ещё будучи студентом, он присоединился к социалистическому клубу «Кельмскотт Хауз» (англ. «Kelmscott House Socialist Club») в Хаммерсмите и был приглашён дирижировать Социалистическим хором Хаммерсмита (англ. The Hammersmith Socialist Choir), обучая музыкантов мадригалам Томаса Морли, хоралам Генри Пёрселла, произведениям Моцарта, Вагнера и самого себя.

### Профессиональный музыкант
Некоторые из его сочинений были опубликованы и затем неоднократно исполнялись. В 1897 году в газете Таймс вышла статья с преимущественно положительными отзывами о песне «Лёгкий шёпот листьев» (англ. «Light Leaves Whisper») как об «умеренно сложной композиции в 6 частях, обработанной с большим выражением и поэтическим чувством».
Но несмотря на подобные успехи, Густав понял, что не может заниматься одной лишь только композицией, поэтому, начиная с 1898 года, он занимал должности органиста в различных лондонских церквях и продолжал играть на тромбоне в театральных оркестрах. Так, в 1898 году, Холст был назначен первым тромбонистом и репетитором в Оперной труппе Карла Роза (англ. The Carl Rosa Opera Company) и гастролировал с шотландским оркестром.
В 1902 году Дэн Годфри (англ. Dan Godfrey) и муниципальный оркестр Борнмута (англ. The Bournemouth Municipal Orchestra) провели премьеру симфонии Густава Холста «Котсуолдс» (англ. «The Cotswolds») (соч. 8), которая была посвящена Уильяму Моррису, погибшему в октябре 1896 года.
В Социалистическом хоре Хаммерсмита познакомился с одной из хористок — Изобель (Эмили) Харрисон (англ. Isobel (Emily) Harrison), в которую Густав влюбился и затем женился на ней. Церемония состоялась в Бюро регистрации Фулхэма (англ. Fulham Register Office) 22 июня 1901 года. В 1907 году у них родилась дочь — Имоджин Холст (1907—1984) (англ. Imogen Clare Holst). Их брак продлился до самой его смерти.
На следующий год после премьеры «Котсуолдс» отец Густава, Адольф фон Холст, умирает, оставив ему небольшое наследство.

### Композитор и педагог

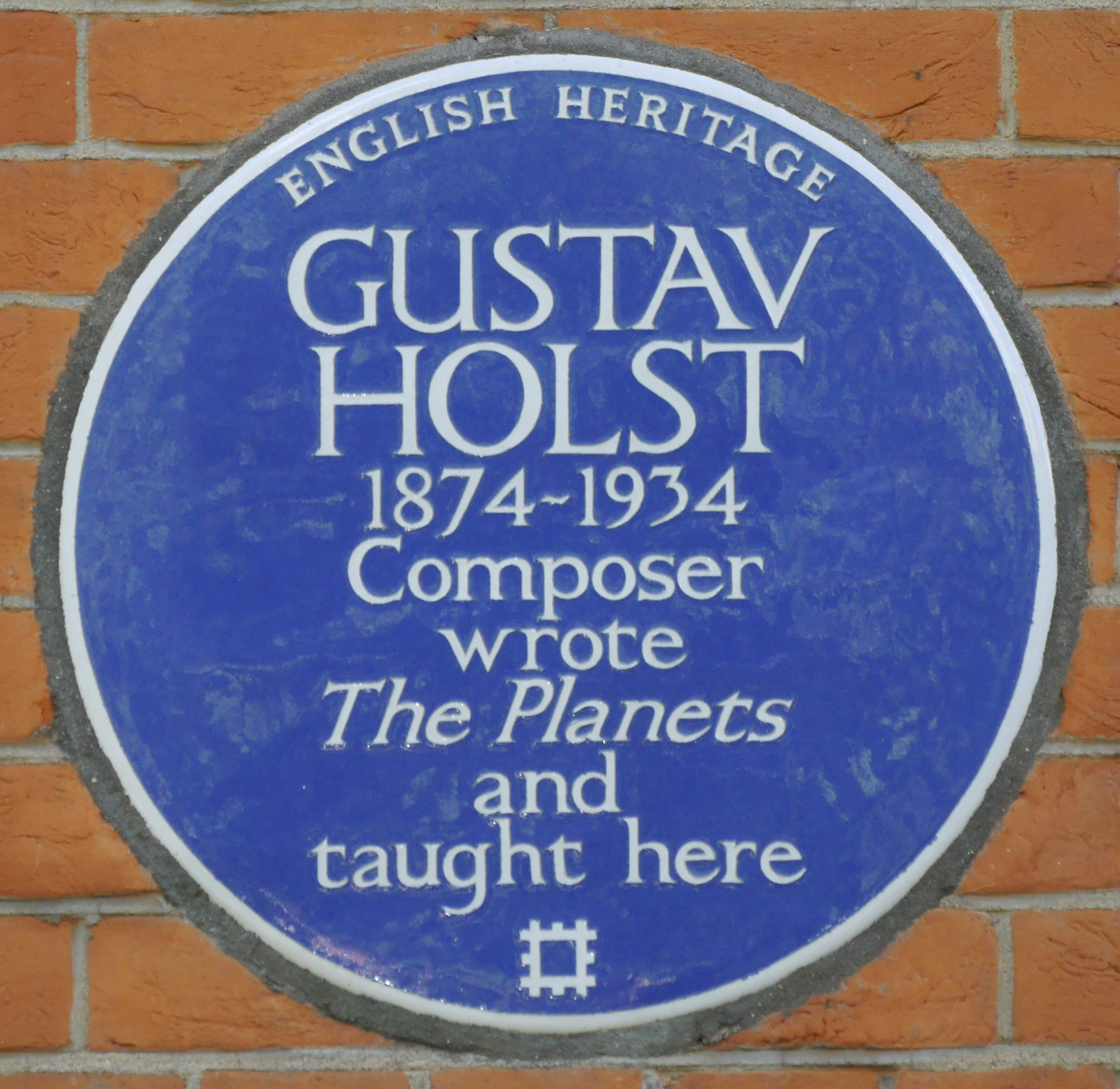
Синяя табличка в Школе для девочек Святого Павла, Лондон

Находясь в Германии, Холст переосмыслил свою профессиональную жизнь, и в 1903 году он решил отказаться от оркестровой игры, чтобы сконцентрироваться на композиции. Однако, его доходы, как композитора, были слишком малы и, два года спустя, он принял предложение о преподавательской должности в Школе для девочек Джеймса Аллена, Далвич (англ. James Allen's Girls' School, Dulwitch), которую занимал до 1921 года. Также преподавал в поселении Пассмор Эдвардс (англ. Passmore Edwards), где состоялись британские премьеры двух кантат Баха под его [Холста] управлением. С 1905 года стал музыкальным директором (управляющим) Школы для девочек Святого Павла в Хаммерсмите (англ. St Paul's Girls' School) и был им до самой смерти. С 1907 по 1924 года аналогичную должность занимал в Колледже Морли (англ. Morley College), Лондон. Выдающейся карьеры добились несколько учеников Холста, среди которых сопрано Джоан Кросс, а также гобоист и рожкист Хелен Гаскелл. Его ученик, композитор Эдмунд Руббра, отзывался о Г. Холсте, как о педагоге, так:
Холст был учителем, который часто приходил на уроки взвешенным, не с изучением Прута и Стейнера, но с миниатюрной партитурой «Петрушки» или недавно опубликованной мессы соль минор Воана Уильямса...Эдмунд Руббра о Густаве Холсте, Rubbra, p. 40
Как композитор, Холст часто вдохновлялся литературой — художественными произведениями Томаса Харди, Роберта Бриджеса и Уолта Уитмена (в честь последнего даже написал оркестровую увертюру — соч. 7, 1899). Во время гастролей с Оперной труппой Карла Роза, Холст прочёл несколько книг Макса Мюллера, которые вызвали у него живой интерес к санскритским текстам, в частности к гимнам Риг Веды (соч. 26 в четырёх частях, 1908—1912). Густав даже поступил в Университетский колледж Лондона в 1909 году, чтобы изучать санскрит, поскольку счёл существующие английские переводы недостаточно точными. Различные вариации его переводов с санскрита были также положены в основу таких сочинений, как оперы «Сита» (англ. Sita, соч. 23, 1899—1906) и «Савитри» (англ. «Savitri», соч. 25, 1908), хорал с аккомпанементом «Две восточные картины» (англ. «Two eastern pictures»,1911) и, конечно, пьеса «Облачный посланник» (англ. «The Cloud Messenger», соч. 30, 1909—1910). К концу XIX века в британских музыкальных кругах возник новый интерес к национальной народной музыке. Несмотря на то, что Холст не был так увлечён этой темой, как его друг, Ральф-Воан Уильямс, он всё-таки включил ряд народных мелодий в свои собственные композиции и сделал несколько аранжировок народных песен. Так, например, «Сомерсетская рапсодия» (англ. «The Somerset Rhapsody», соч. 21/2, 1907) была написана по предложению коллекционера народных песен Сесила Шарпа и использовала мелодии, которые он отметил. Холст описал своё выступление в Королевском зале в 1910 году как «его первый настоящий успех». Когда состоялась поездка композитора в Алжир из-за проблем со здоровьем, особая атмосфера и уличная музыка вдохновили композитора на создание его сюиты «Бени Мора» (англ. «Beni Mora», соч. 29/1, 1909—1910). Во время отдыха в Испании Густав Холст встретил братьев Клиффорда и Арнольда Бакс, которые заинтересовали композитора астрологией, вследствие чего родилась идея написать произведение в честь планет, — так появилась симфоническая сюита «Планеты».
В 1913 году Школа для девочек Святого Павла открыла новое музыкальное направление, и Г. Холст написал «Сюиту Святого Павла» (англ. «St Paul's Suite», соч. 29/2, того же года) специально для этого случая. Новое здание содержало звуконепроницаемую, прекрасно оборудованную комнату, где он мог спокойно работать.

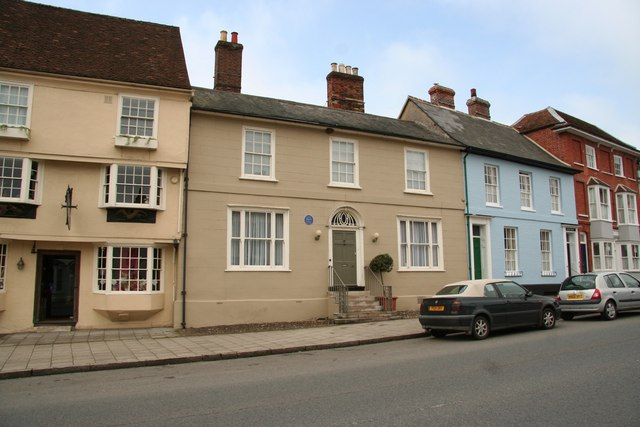
Дом в Такстеде, где жил Холст с 1917 по 1925 гг

Из-за плохого влияния речного воздуха на здоровье композитора, он и его семья переехали из богатого Brook Green (района Лондона) в провинциальный городок Такстед (англ. Thaxted), где прожили по 1925 год. Холст время от времени становился органистом и хормейстером в приходской Церкви Такстеда, проявляя всё больший интерес к колокольному звону. Там он подружился со священником Конрадом ле Деспенсер Роден Ноэлем (англ. Conrad le Despenser Roden Noel). Свой хор a cappella «Я сделал это во имя моей подлинной любви» (англ. «This have I done for my true love», соч. 34/1, 1916) Холст посвятил Ноэлю в благодарность за его интерес к древним истокам религии. Композитор всегда называл это сочинение «Днём танца» (англ. «Dancing Day»). Впервые оно было исполнено во время Третьего фестиваля в честь для Святой Троицы в Такстеде в мае 1918 года.
Даже в военные годы Густав Теодор Холст продолжал преподавать и сочинять, работал над «Планетами» и готовил для исполнения камерную оперу «Савитри», которое впервые состоялось в декабре 1916 года студентами Лондонской школы оперы (англ. The London School of Opera) в Веллингтон-холле (англ. The Wellington Hall), Лондон. В 1917 году был написан «Гимн Иисуса» (The Hymn of Jesus) для хора с оркестром, соч. 37 — на тексты латинских (Vexilla Regis prodeunt; Pange lingua) и английских гимнов, ныне это — одно из наиболее популярных сочинений Холста.
Перед отъездом в Салоники, где были мобилизованы британские войска, Холст в спешке упросил дирижёра Адриана Боулта исполнить его симфоническую сюиту «Планеты». Скопировать партитуру помогали девушки из Церкви Святого Павла, они же, наряду с девочками из Школы Святого Павла, исполнили хоровые партии из последней части произведения. Широкой публике сюита была представлена только в феврале 1919 года, под управлением Боулта, но уже после отъезда Холста в Грецию, и то, по настойчивому мнению дирижёра, исполненными оказались лишь пять из семи частей сюиты.
После возвращения из Греции в июне 1919 года Густав Холст возобновил преподавание и сочинение. В дополнение к уже имеющейся работе, он стал лектором в Университете Беркшира (англ. The University of Reading, Berkshire), присоединившись к Ральфу-Воану Уильямсу в преподавании композиции. Продолжая работать в Школе для девочек Святого Павла, он сочинил «Оду Смерти» (англ. «Ode to Death», соч. 38, 1919), в основе которой лежит стихотворение Уитмена. По мнению Ральфа-Воана, «многие считают эту композицию самым красивым произведением Холста».

### Мировое признание
В 1921 году Г. Холст внезапно оказался востребованным: Нью-Йоркский филармонический и Чикагский симфонический оркестры соперничали друг с другом за право первыми сыграть сюиту «Планеты» в США. За успехом этой работы последовал восторженный приём в 1920 году «Гимна Иисуса», описанного в «Наблюдателе» как «одно из самых ярких и самых искренних произведений хорового и оркестрового выражения, услышанных в течение нескольких лет». «Таймс» назвала его «несомненно, самым поразительно оригинальным хоровым произведением последних лет».
Холст становился знаменитым и ему это не нравилось; он отказывался от всех почестей, наград, интервью и даже был категорически против раздавать автографы. Возможно, такое резкое отношение к массовости у Холста вызвала неверная трактовка СМИ комической оперы «Идеальный дурак» (англ. «The Perfect Fool», соч. 39, 1918—1922), как сатиры Парсифаля, что композитор, конечно же, твёрдо отрицал. Премьера этой оперы с сопрано Мэгги Тейт под управлением дирижёра Евгения Гуссенса (англ.  Eugene Goossens) состоялась в Королевском Доме оперы в 1923 году и получила преимущественно восторженные отзывы.
Быстрое выздоровление Холста, после неудачного падения и сотрясения мозга, позволило композитору в том же году принять приглашение стать лектором в Мичиганском университете, США. По возвращении в Лондон спрос на композитора резко возрос, однако в связи с ухудшением состояния здоровья, по совету врача, Холст прекратил всю профессиональную деятельность и уехал в Такстед. В 1925 году он вышел на работу в Школе для девочек Святого Павла, но не вернулся ни на одну из своих остальных официальных должностей.

### Поздние годы
Освобождение от профессиональных обязанностей позволило Густаву с головой окунуться в композицию и творить. В этот период была написана Первая хоровая симфония (соч. 41, 1923—1924), Вторая хоровая симфония (на слова Джорджа Мередита, англ. George Meredith, существует только в фрагментах), шекспировская мини-опера «В канун Кабаньей головы» (англ. «At the Boar's Head», соч. 42, 1924) и сюита для духового оркестра «Мурсайд» (англ. «Moorside», 1928). В 1927 году, вдохновлённый «Уэссексом» (англ. «Wessex») Томаса Харди, Густав создал оркестровую пьесу «Эгдон Хит» (англ. «Egdon Heath», соч. 47), исполненную в феврале 1928 года, спустя месяц после кончины писателя, на мемориальном концерте в Нью-Йорке. На следующий день состоялась британская премьера пьесы в исполнении Бирмингемского оркестра под управлением самого Густава Холста, — «Таймс» отметила некоторую мрачность произведения, но списала её на соответственно мрачный взгляд Харди на мир. Композитор был огорчён «враждебными» отзывами о некоторых из его ранних работ, но ему было безразлично критическое мнение о пьесе «Эгдон Хит», которую он считал, по словам Адамса (англ. Byron Adams), его «наиболее прекрасно реализованной композицией».
К концу своей жизни Холст написал «Хоровую фантазию» (англ. «A Choral Fantasia», соч. 51, 1930) и был заказан BBC, чтобы написать пьесу для военного оркестра; в результате прелюдия и скерцо «Хаммерсмит» (англ. «Hammersmith», соч. 52, 1930) стали данью тому месту, где он провёл большую часть своей жизни. Её премьера в Лондоне также оказалась неудачной (вероятно, из-за мрачности произведения).
В 1931 году он создал музыку к кинофильму «Колокола» (англ. «The Bells», 1931), однако и фильм, и партитура были утеряны и не найдены до сих пор.
Позже Густав сочинил Пьесу для джазового коллектива (англ. Jazz-band Piece, 1932), которая позднее была аранжирована его дочерью Имоджин как каприччио для оркестра.
Примерно в то же время, Гарвардский университет предложил Холсту вести лекции в течение первых шести месяцев 1932 года. Проезжая через Нью-Йорк, он был рад воссоединиться со своим братом Эмилем, чья актёрская карьера под псевдонимом Эрнеста Коссарта привела его на Бродвей «к постоянному вниманию пресс-интервьюеров и фотографов». По возвращении в Англию тот решил присоединиться к Густаву для совместного отдыха в Котсуолдс-Хилс. Однако позже здоровье Густава значительно ухудшилось и он прекратил какую-либо музыкальную деятельность, за исключением, разве что, руководства над исполнением одного из своих последних произведений «Сюиты Brook Green» (1933) оркестра Школы для девочек Святого Павла в марте 1934 года.
Густав Теодор Холст умер 25 мая 1934 года в Лондоне из-за сердечной недостаточности после операции над язвой кишечника.
Его прах был погребён в Кафедральном Соборе Чичестера, недалеко от мемориала Томаса Уилкса, любимого тюдоровского композитора Холста. Епископ Джордж Белл (англ. George Bell) произнёс поминальную речь на похоронах, а Ральф-Воан Уильямс дирижировал музыкой Холста и самого себя.

## Творчество

### Музыкальный стиль
Углубление Холста в традиции английской народной песни не только в мелодическом смысле, но и с точки зрения её простоты и экономичности выражения, помогло композитору развить стиль, который многие его современники и даже поклонники, находили строгим и сложным. Это противоречит популярному отождествлению Холста с «Планетами», которое, по мнению К. Мэтьюза (англ. Colin Matthews), маскирует его статус под композитора подлинной оригинальности.
Против обвинений в холодности музыки композитора, Имоджин Холст акцентирует внимание на характерном для него «стремительном движении модальных мелодий, успокаивающем выше шагов нисходящего баса». В то же время Майкл Кеннеди (англ. Michael Kennedy) указывает «12 английских песен» (англ. «Twelve Songs», соч. 48, 1929) и «12 валлийских народных песен» (англ. «Twelve Welsh Folk Songs», 1930—1931) как произведения настоящего тепла.
Многие из музыкальных характеристик, таких как нестандартные тактовые размеры, возвышение и снисхождение ладов, различные остинато, политональности и т. д., отличали Густава Теодора Холста от других английских композиторов. Ральф-Воан Уильямс отметил, что Г. Холст всегда говорил в своей музыке то, что он хотел сказать, прямо и лаконично:
Он не боялся быть очевидным, когда того требовал случай, и не колебался быть отдалённым, когда отдалённость выражала его цель...Ральф-Воан Уильямс о музыке Густава Холста, Quoted in Short, p. 347
По мнению К. Мэтьюза, Густав Холст мог последовать за Шёнбергом в поздний романтизм, однако знакомство композитора с «Дидоной и Энеем» Пёрселла побудило его искать некие «музыкальные идиомы английского языка».
Совместное влияние Равеля, индуистского спиритизма и английских народных мелодий позволило Холсту выйти за рамки некогда всепоглощающих влияний Вагнера и Р. Штрауса и сформировать в некотором роде собственный стиль. Имоджин признаёт, что открытие Холстом английских фольксонгов «изменило его оркестровое письмо» и что композиция «Сомерсетской Рапсодии» сделала многое, чтобы изгнать хроматизмы, которые доминировали в его ранних композициях. Так, в «2 песнях без слов» (англ. «Two Songs without Words», соч. 22, 1906) Холст показал, что он может создавать свою собственную оригинальную музыку, используя народную идиому.
В годы, предшествовавшие Первой мировой войне, Холст сочинял музыку в самых разных жанрах. Мэтьюз считает, что наиболее индивидуальное сочинение композитора в это время — сюита «Бени Мора», словно описывающая или посвящённая «эвакуации какого-нибудь североафриканского города»; третья часть даёт представление о минимализме в его постоянном повторении четырёхбарной темы.
Как опытный оркестровый музыкант, Холст представлял музыку с позиции её исполнителей и был уверен, что, несмотря на трудности, их партии всегда были реалистичными (исполняемыми).

### Музыкальное наследие
Музыкальный критик Джон Уорэк (англ. John Warrack) подчёркивает, что Густав Холст приобрёл инстинктивное понимание, — возможно, больше чем любой английский композитор, — о важности народных песен. В них он нашёл "новое понятие не только о том, как мелодия может быть организована, но и о том, какие в них заключались последствия для развития зрелого художественного языка.
Холст не примкнул и не возглавил композиторскую школу, но тем не менее, он оказывал влияние как на современников, так и на его преемников. Ральф-Воан Уильямс назвал творчество Холста как « наибольшее влияние на мою музыку». Среди более поздних композиторов Майкл Типпетт признан «самым значительным художественным преемником Холста», как с точки зрения музыкального стиля, так и потому, что сменив композитора в качестве директора музыки в Колледже Морли, он поддерживал там дух музыки Холста. Ученик Г. Холста, Эдмунд Руббра, признал, что он сам и другие молодые английские композиторы переняли экономию стиля композитора.

## Дискография
Сам Холст дирижировал несколько записей собственной музыки. Так для звукозаписывающей компании The Columbia Graphophone Company он записал сюиту «Бени Мора», «Марширующую песню» (англ. «Marching Song» из «2 песен без слов», соч. 22, 1906) и комплект Планет совместно с Лондонским симфоническим оркестром (ЛСО) в 1922 году. Главный конкурент выше названной компании, HMV, выпустил записи некоторых произведений из того же репертуара с безымянным оркестром под управлением Альберта Коутса. Когда же появилась электрическая запись, с резко улучшенным качеством записи, Г. Холст и ЛСО перезаписали «Планеты» для The Columbia Graphophone Company в 1926 году.
В начале периода использования LP музыка Холста была доступна на грампластинках. В выпуске от 1955 года Рекорд Гид (англ. The Record Guide) содержится только шесть его работ: «Планеты» (записи Адриана Боулта на HMV и Малькольма Сарджента на Decca Records), балетная музыка «Идеального дурака», «Сюита Святого Павла» и три короткие хоровые пьесы. В форматах стерео-LP и CD были выпущены многочисленные записи «Планет» в исполнении оркестров и дирижёров со всего мира. К началу XXI века большая часть крупных и многих минорных оркестровых и хоровых произведений была издана на дисках. Так выпуск 2008 года «The Penguin Guide to Recorded Classical Music» (англ.) содержал семь страниц списков произведений Г. Холста на CD. Из опер были записаны «Савитри», «В канун Кабаньей головы» и «Странствующий учёный» (англ. «The Wandering Scholar», соч. 50, 1929—1930).

## Память
На церемонии погребения композитора в Соборе Святой Троицы Чичистера ему был открыт мемориал со следующей надписью (англ.): «THE HEAVENLY SPHERES MAKE MUSIC FOR US», что является отрывком из знаменитой цитаты композитора:

Небесные Сферы создают для нас музыку, Двенадцать Святых танцуют с нами, Всё объединяется в танце! Те, кто не танцуют, не знают того, что знаем мы…
Оригинальный текст (англ.)The Heavenly Spheres make music for us, The Holy Twelve dance with us, All things join in the dance! Ye who dance not, know not what we are knowing...

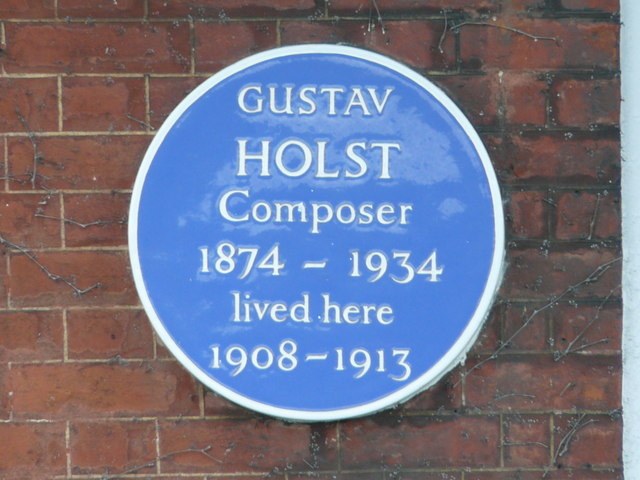
Синяя табличка жилого дома в Ричмонд-парке, где Густав Холст прожил с 1908 по 1913 гг

- В 1984 году в честь композитора назван астероид en:(3590) Holst

В 2004 году в память о Густаве Холсте «Английское наследие» (ныне британская благотворительная организация «English Heritage Trust») установило синюю табличку в Лондоне по адресу: Brook Green, London W6 7BS, London Borough of Hammersmith and Fulham, — на здании Школы для девочек Святого Павла.
Существует ещё одна синяя табличка в Лондоне по адресу: 10 The Terrace, Barnes, Richmond, — она была установлена администрацией Ричмонд-парка на жилом доме, где композитор Густав Теодор Холст проживал с 1908 по 1913 года. На ней отсутствует логотип «Английского наследия».
Чуть позже (примерно, в 2008 году) аналогичная табличка появилась в Такстеде на жилом доме, где Густав Холст прожил с 1917 по 1925 гг. Однако, на ней так же нет знака отличия «Английского наследия» (логотипа «English Heritage Trust»).
В 2009 году в Чичестерском соборе после трёхдневного фестиваля в честь 75-летия со дня смерти композитора был установлен мемориал в Северном Трансепте собора.
Бронзовая статуя композитора была торжественно открыта в 2008 году в его родном городе Челтнеме. Здесь же «Музей родины Густава Холста» (англ. The Holst Birthplace Museum) содержит личные вещи композитора, включая его фортепьяно.

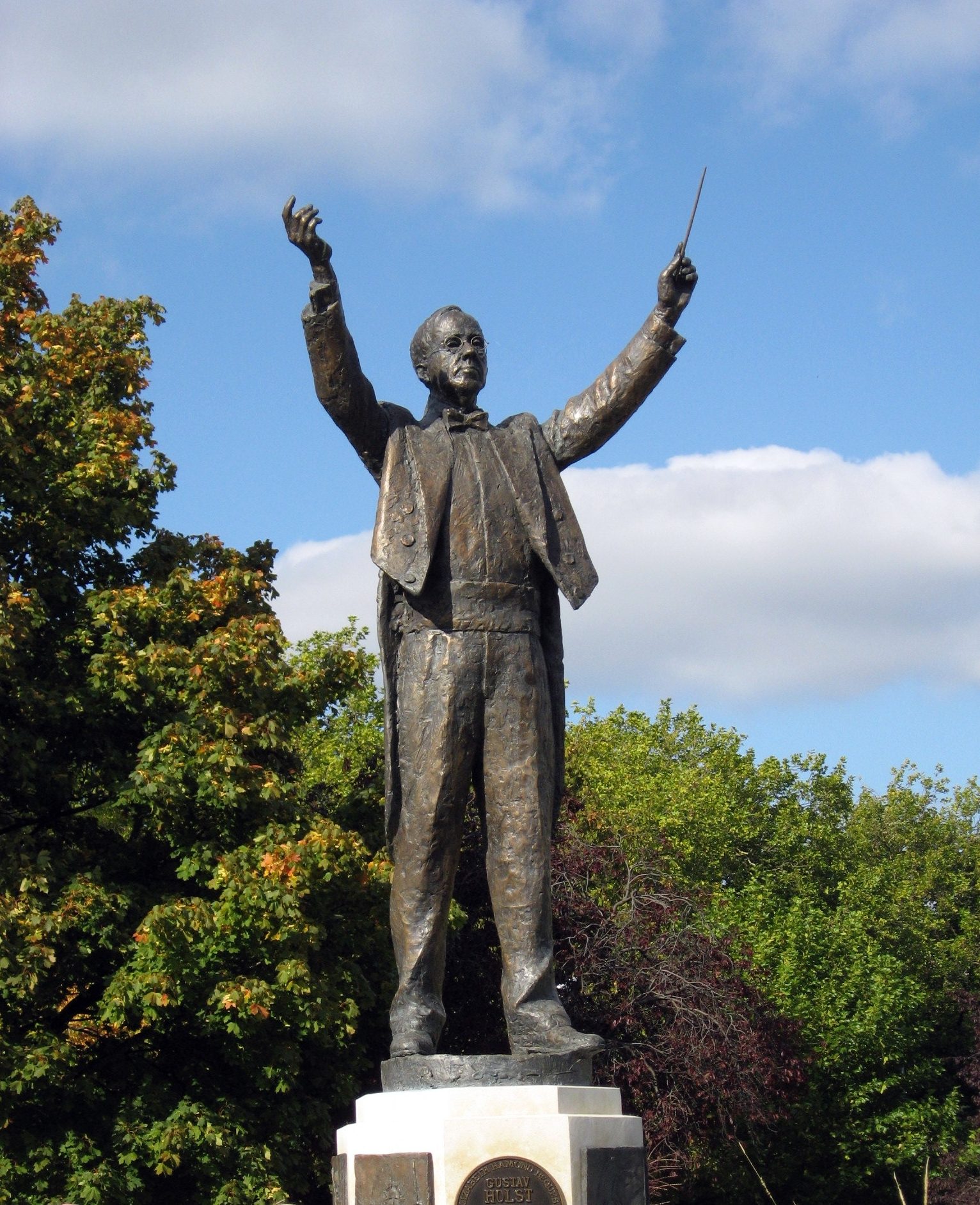
Бронзовая статуя Густава Теодора Холста в Челтнеме

## Интересные факты
- Густав Теодор Холст — внучатый племянник художника Теодора фон Холста.
- Холст вместе с 28 студентами Колледжа Морли в течение 18 месяцев (в свободное от учебных занятий время) восстановили около 1500 страниц полных вокальных и оркестровых партий произведения Генри Пёрселла «Королева Фей» (англ. «The Fairy-Queen», 1962)[35][110][111].
- Густав был расстроен, что его не взяли в армию во время Первой мировой войны по состоянию здоровья. Так как его жена Изобель стала водителем скорой помощи, друг Ральф-Воан и брат Эмиль пошли на активную службу во Францию, а друзья-композиторы Джордж Баттерворт (англ. George Butterworth) и Сесил Коулз (англ. Cecil Coles) были убиты в бою, Густаву тоже хотелось привнести хоть какой-то вклад в военные усилия[112].
- В сентябре 1918 года Густав Теодор фон Холст официально и добровольно лишился дворянской приставки «фон», чтобы его фамилия не выглядела «слишком немецкой», и только затем был принят во всемирную Христианскую ассоциацию молодых мужчин в качестве музыкального организатора на Ближнем Востоке[113].